# Carolyn Murphy
Carolyn Murphy (ur. 11 sierpnia 1973 roku w Panama City) – amerykańska modelka.

## Kariera
W 1990 została zauważona przez poszukiwacza talentów z nowojorskiej agencji modelek „Women”. Jej pierwszą pracą była sesja zdjęciowa dla magazynu Allure. W ciągu następnych kilku lat miała już za sobą działy mody i okładki najbardziej liczących się w świecie mody czasopism: Vogue, Elle, Harper’s Bazaar. Brała udział w znaczących kampaniach reklamowych dla takich projektantów i firm jak: Calvin Klein, Cesare Paciotti, Chloé, D&G, Dolce & Gabbana, Escada, Estee Lauder, Fendi, Gucci, Prada, Valentino, Versace, Versus oraz Zara.
Znakiem rozpoznawczym Carolyn są częste zmiany fryzur i to właśnie dzięki temu porównywana jest do jednej z pierwszych supermodelek – Lindy Evangelisty, która również słynie z częstych zmian swojego image'u. 
Fotograficy określili ją mianem „powiewu świeżości”, ponieważ podchodzi z entuzjazmem do każdej sesji zdjęciowej.
W 1998 roku magazyn Vogue przyznał Carolyn tytuł modelki roku. Dziś jest jedną z najlepiej opłacanych modelek świata.